# San Juan de Ulúa
San Juan de Ulúa est une petite île mexicaine du golfe du Mexique, aujourd'hui située dans le port de la ville de Veracruz.
Découverte en juin 1518 par l'Espagnol Juan de Grijalva, elle est surtout connue pour sa forteresse.

## Géographie
L'île devenue une forteresse se trouve aujourd'hui à l'intérieur du bassin principal du port de Vera Cruz. 

## Histoire

### XVIesiècle
L'île est découverte en juin 1518 par l'Espagnol Juan de Grijalva qui la baptise de son nom actuel. C'est le point le plus éloigné atteint par Grijalva, dont l'expédition est partie de Cuba.
L'année suivante, Hernán Cortés y fait une escale (21 avril) avant de fonder la ville de Vera Cruz, puis de partir vers Tenochtitlan, capitale des Aztèques.
Le fort est construit à partir de 1565, dans le cadre de la colonisation espagnole du Mexique, afin de protéger l'accès au port de Vera Cruz. Il est étendu au fil des années et finit par recouvrir toute l'île.

### XIXesiècle
En 1809, Melchor de Talamantes, un des précurseurs de l'indépendance du Mexique, qui y est prisonnier, y décède probablement de la fièvre jaune.
Jusqu'en 1825, l'île fortifiée est le dernier bastion de la résistance espagnole face aux indépendantistes mexicains. La capitulation a lieu le 23 novembre 1825. Cette occupation de l'île par les troupes espagnoles, menaçant la ville de Veracruz, fit qu'en 1824, lors de la promulgation de la constitution fédérale, la capitale de l'État de Veracruz fut établie à l'intérieur des terres, loin de toute menace, à Xalapa, et non à Veracruz[lire en ligne].
En mémoire de cet événement, la date du 23 novembre est devenue la « fête de la Marine mexicaine » (Día de la Armada de México).
En 1838, c'est un lieu important de la guerre franco-mexicaine dite « guerre des Pâtisseries », avec la bataille de San Juan de Ulúa.

## Galerie

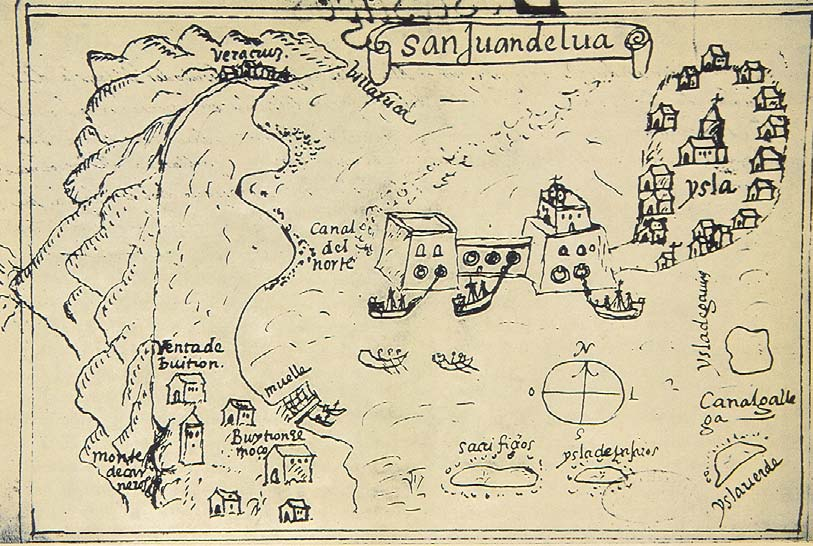
Plan des environs, au XVIe siècle.
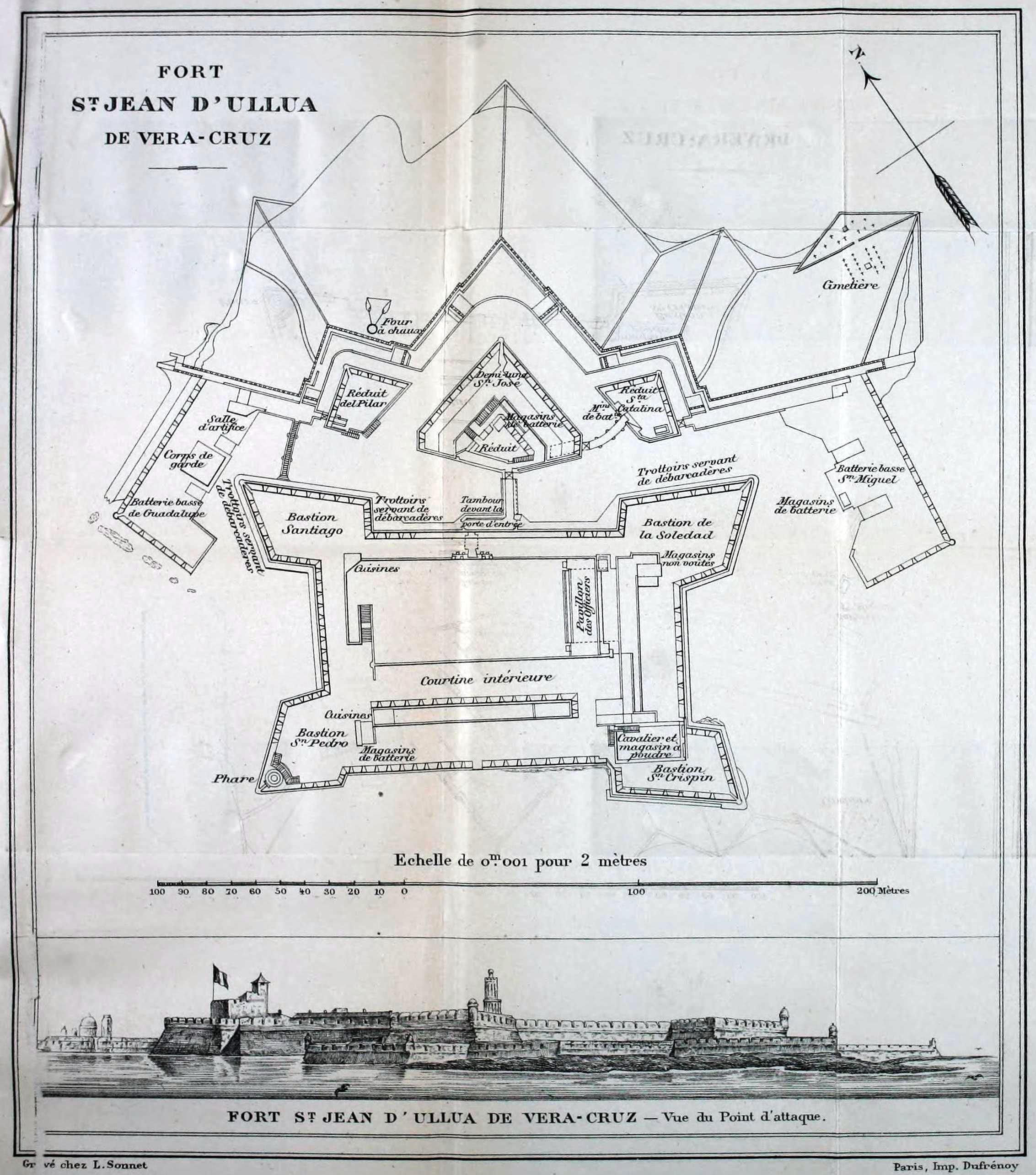
Plan et vue panoramique de la forteresse en 1838.
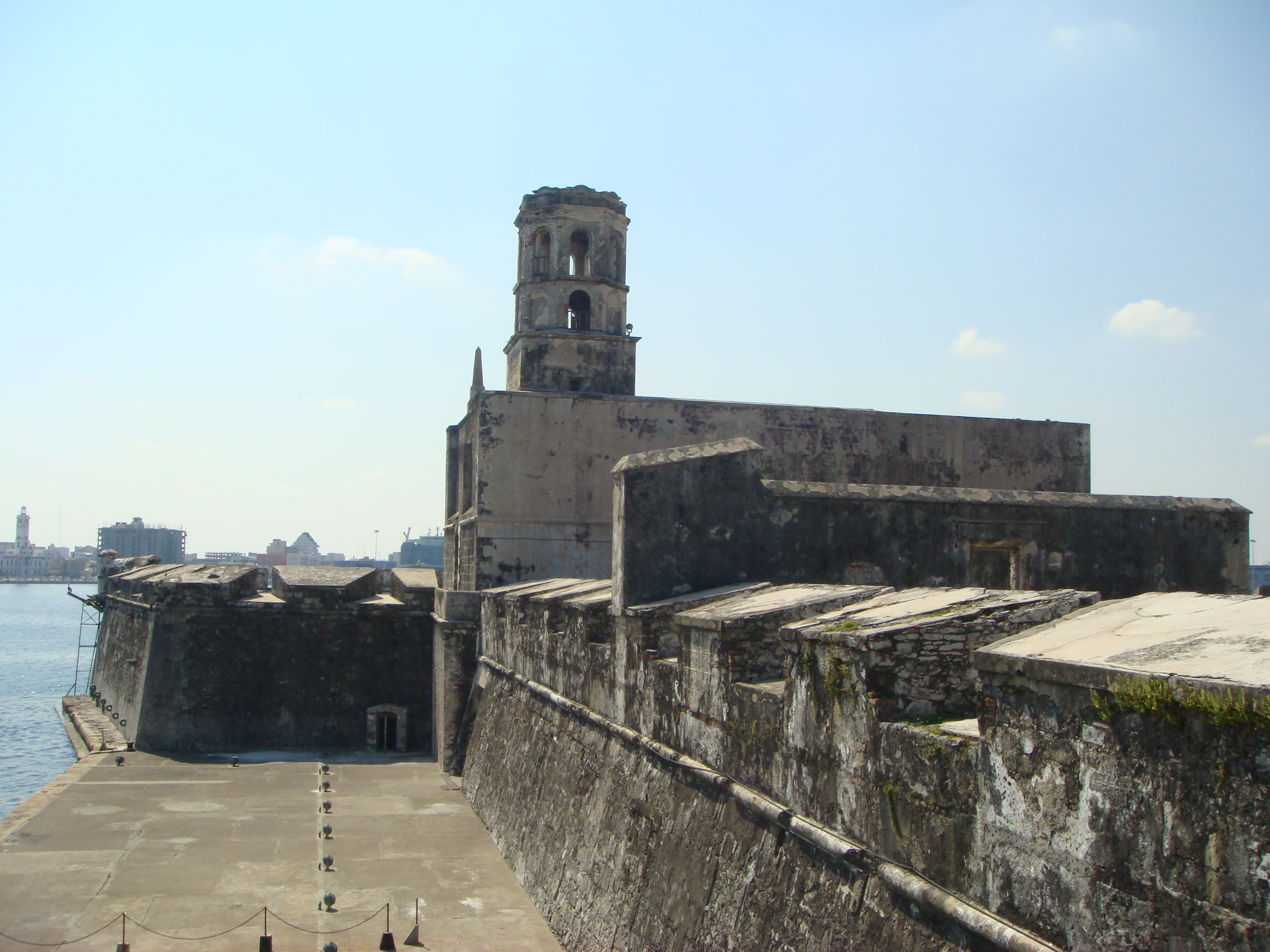
San Juan de Ulúa.